# Phyteuma serratum
Phyteuma serratum  (лат.) — вид двудольных растений рода Кольник (Phyteuma) семейства Колокольчиковые (Campanulaceae). Впервые описан итальянским биологом Доменико Вивиани в 1825 году.
Синоним — Phyteuma serratum var. nanum Rich.Schulz.

## Распространение и среда обитания
Эндемик Корсики (Франция).
Встречается на скалах.

## Ботаническое описание
Растение размером 5—15 см.
Прикорневые листья от ланцетных до почти линейных, стеблевые — линейно-ланцетные.
Соцветие с синими цветками.
Цветёт летом.
Число хромосом — 2n=28.